# Red Level (comté de Covington, Alabama)
Pour les articles homonymes, voir Red Level.
Red Level est une ville du comté de Covington située dans l'État d'Alabama, aux États-Unis,.
Elle tire son nom d'un magasin qui existait autrefois, avant la création de la ville, dans la zone appelée Read's Level. James Read, le propriétaire du magasin, a toujours prononcé son nom avec un a silencieux, ce qui a causé une erreur de nom.
La ville est incorporée en 1901.

## Démographie
| 1910 | 1920 | 1930 | 1940 | 1950 | 1960 |
| ---- | ---- | ---- | ---- | ---- | ---- |
| 317  | 385  | 445  | 516  | 656  | 617  |

| 1970 | 1980 | 1990 | 2000 | 2010 | - |
| ---- | ---- | ---- | ---- | ---- | - |
| 616  | 504  | 588  | 556  | 487  | - |

## Source de la traduction
- (en) Cet article est partiellement ou en totalité issu de l’article de Wikipédia en anglais intitulé « Red Level, Alabama » (voir la liste des auteurs).